# Bataille de Getaria
Guerre de Trente Ans
Batailles
La bataille de Getaria où de Gattari est une bataille navale livrée le 22 août 1638 dans le petit port de Getaria, sur la côte du pays basque espagnol, durant la guerre de Trente Ans. Elle se passe trois ans après l'engagement français dans le conflit alors que celui est encore très indécis. Le combat oppose une escadre française qui soutient les forces terrestres progressant le long du littoral à une escadre espagnole arrivée en renfort. Alors que plusieurs affrontements ont déjà eu lieu en Méditerranée, c'est la première grande bataille navale franco-espagnole dans l'Atlantique. C'est une victoire française qui ébranle la puissance espagnole sur mer, mais qui ne profite pas à Louis XIII et Richelieu, car les troupes à terre sont tenues en échec.

## Les enjeux et les forces en présence

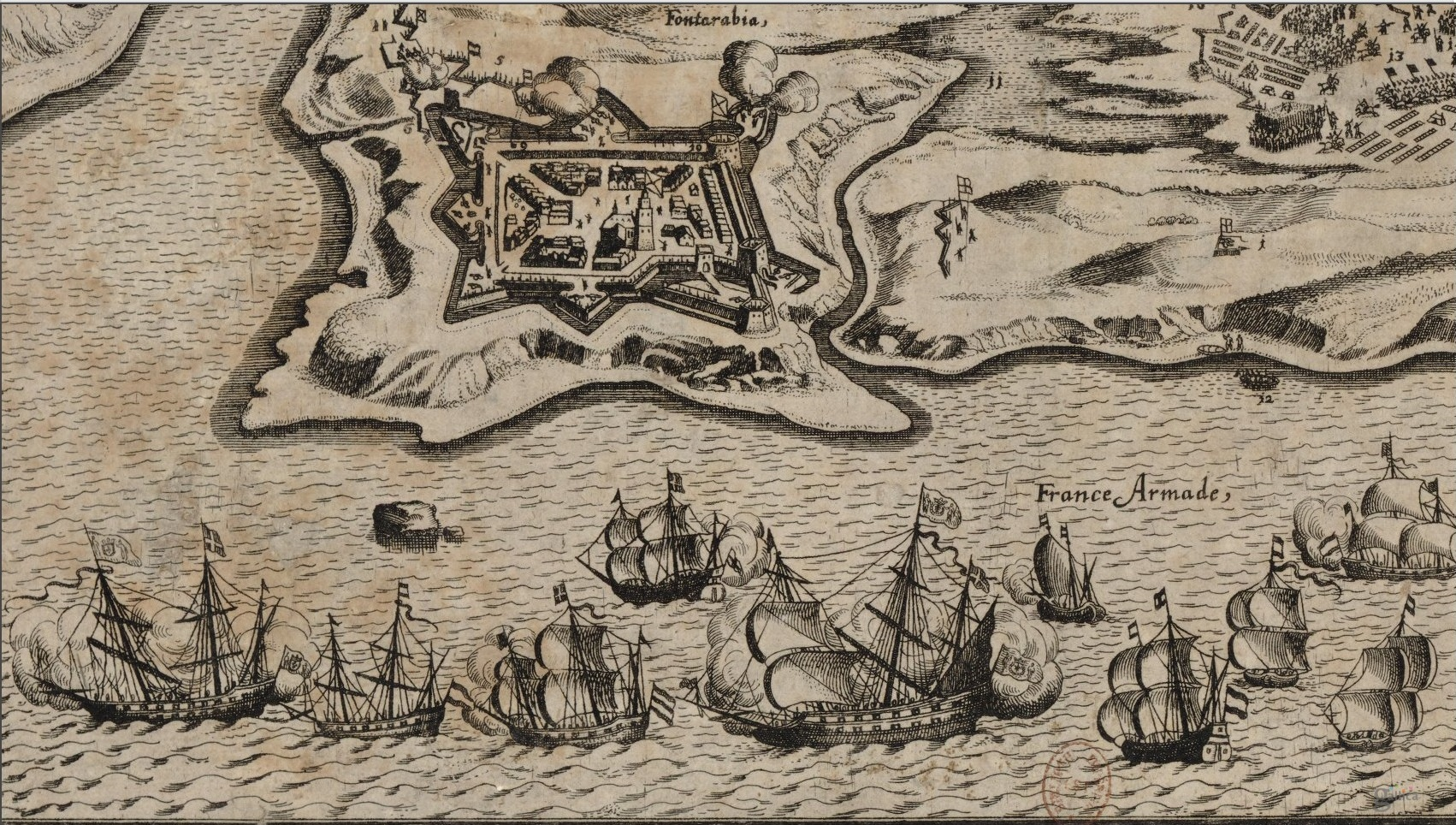
Les vaisseaux de Sourdis longeant la côte basque en 1638 (gravure allemande).

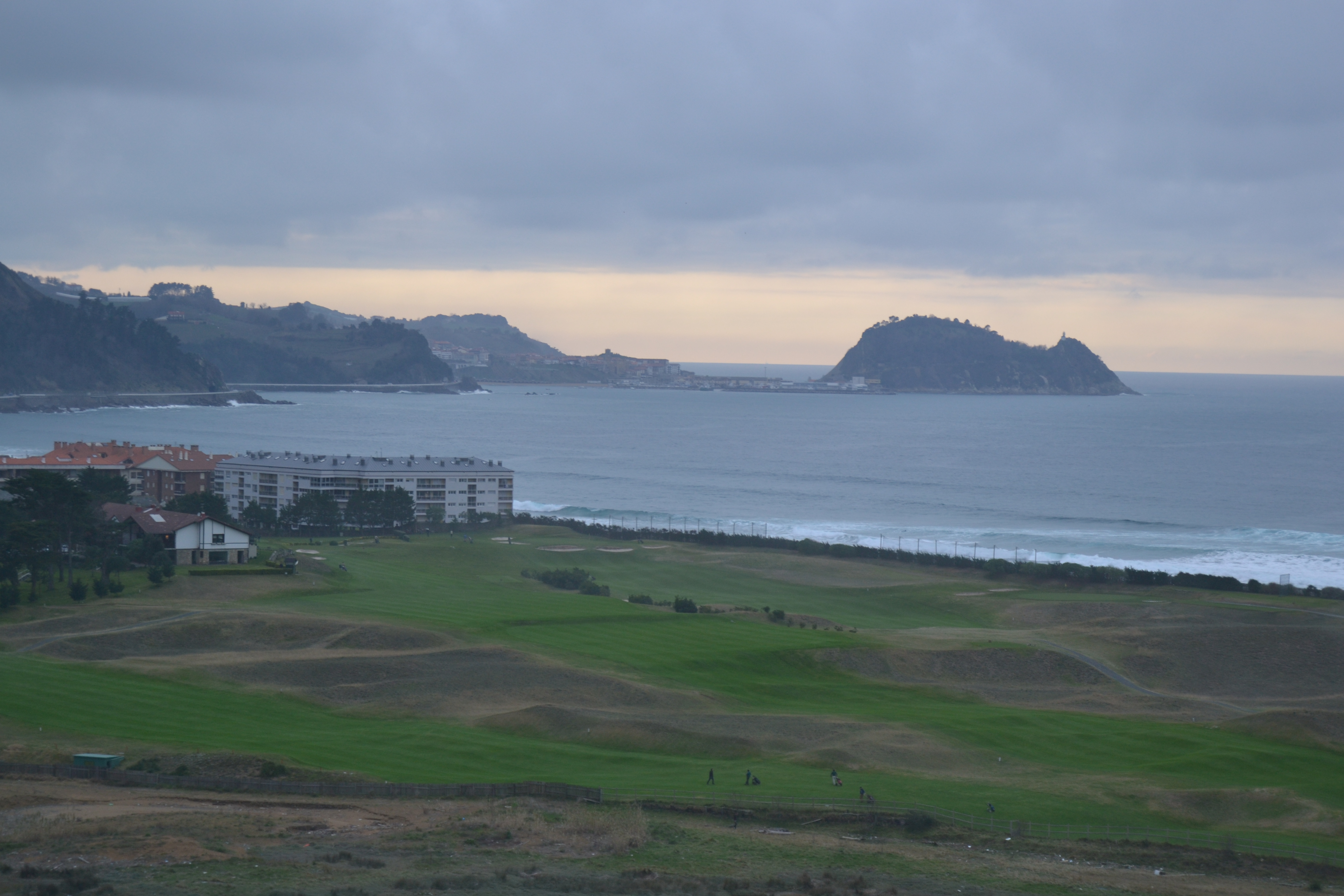
Vue actuelle de la rade de Getaria, lieu de la bataille.

La guerre entre la France et l’Espagne avait commencé en 1635, et les opérations militaires, tant sur terre que sur mer, sont en 1638 loin d’être favorables à la France. L'opération vise à contribuer au siège de Fontarrabie engagé par les Français de Condé.
La flotte française du Ponant est confiée à Henri d'Escoubleau de Sourdis. C'est non seulement un marin et un homme de guerre, mais c'est aussi l'archevêque de Bordeaux. Il a participé au siège de la Rochelle avec Richelieu, et ses talents militaires ont été remarqués par le cardinal qui cherche à confier les responsabilités à des hommes nouveaux éloignés de la haute noblesse, toujours prompte à comploter.
Depuis la bataille des îles de Lérins pour laquelle Richelieu avait regroupé une flotte disparate, le marine royale s'est renforcée de nouveaux bâtiments : la Vierge et la Cardinale de six cents tonneaux, le Vaisseau de la Reine de 700 tonneaux, et la Couronne de 2 000 tonneaux construite sur les chantiers de La Roche-Bernard. La Couronne porte 72 canons avec 500 hommes d'équipage. Le bateau est commandé par Claude de Launay-Razilly. Jean Guiton, amnistié, commande l'Intendant, Abraham Duquesne a changé pour le Saint-Jean, Charles Daniel est sur la Renommée, le chevalier Paul a pris le commandement du Neptune à la place de Duquesne.
L’archevêque Henri d'Escoubleau de Sourdis est à la tête de 21 vaisseaux, 7 ou 8 brûlots et quelques bâtiments légers (essentiellement des flûtes). Une première division, sous les ordres du capitaine Treillebois, quitte la rade de Saint-Martin-de-Ré le 14 juillet, et le reste le 29 juillet. Le 2 août, elle est visible par Condé et empêche le ravitaillement de Fontarabie. Pour assurer le blocus, Sourdis détache 4 bâtiments, le Cygne commandé par Hercule de Cangé, la Licorne avec La Chesnay, le Neptune du chevalier Paul, et le Saint-Jean sous les ordres d'Abraham Duquesne.
Le 17 août, la division commandée par le chevalier Jules de Montigny, puis commandeur, réussit à bloquer une escadre espagnole venant de la Corogne qui mouille alors dans la baie de Getaria avec 14 galions ou vaisseaux et 4 frégates. Il envoie alors le chevalier de Marsay à bord de l'Émerillon prévenir Sourdis qui se trouve à bord du Vaisseau du Roi.
Sourdis prend position à l’entrée de la rade dès le 19, et y bloque immédiatement l'escadre de Don Lope de Hoces († 21 octobre 1639). Le chef espagnol embosse ses navires sur un front très resserré près du rivage. Cette configuration défensive interdit aux Français un combat rapproché avec abordage — tactique alors habituelle — car les Espagnols sont si près de la terre que le risque de s’échouer est trop important. Par contre, la position est favorable à l’emploi des brûlots car elle ne met pas en danger les navires français et Lope de Hoces n’a pris aucune précaution particulière contre une attaque de ce genre. Cette absence de protection s'explique aussi par une ruse de Sourdis, qui a fait maquiller ses brûlots pour qu’ils ne puissent pas être identifiés comme tels.
Le 22 août, Sourdis décide d'attaquer les forces de Don Lope de Hoces sur les côtes du pays basque espagnol.

## L’anéantissement de l’escadre espagnole
Il ne reste plus qu’à attendre les vents favorables, c'est-à-dire soufflant vers les terres. Ceux-ci se lèvent dans la journée du dimanche 22 août. L’archevêque-amiral réunit un conseil de guerre qui n’a pas besoin de discuter longtemps : « Le vent promet une victoire certaine ; on conclut unanimement à l’attaque ; chacun se rend à son bord ; la joie remplit le cœur de tous les Français » note le père Fournier. On décide que la manœuvre se déroulera en trois temps : 1° attaque au canon avec les plus gros vaisseaux ; 2° lancement des brûlots sous leur protection ; 3° retraite coupée à l’ennemi au moyen de bâtiments légers.
L’attaque démarre vers 11 h du matin. Six vaisseaux français, sous les ordres de Montigny, viennent mouiller à une encablure de la ligne espagnole ; chacun d’eux emmenant avec lui un brûlot. Deux autres lignes de vaisseaux français se placent en soutien de la première. Sourdis, sur la deuxième ligne à bâbord de la précédente, se tient en réserve avec 7 bâtiments et un brûlot. Le reste de la flotte forme la troisième ligne, au large, prête à intervenir. Conformément au plan, la ligne d’attaque française déclenche une violente canonnade, à laquelle les Espagnols répondent aussitôt. « Ce tonnerre dura un bon demi quart d’heure », puis Montigny lâche ses brûlots. L’effet est dévastateur sur l’escadre ennemie : les navires de Lope de Hoces s’embrasent les uns après les autres. Le Chevalier Paul s'illustre particulièrement lors de la bataille. À l’issue de six heures de combats, il ne reste plus qu’un seul des 18 navires espagnols, « troué et rasé de coups de canons », une frégate semble-t-il. Entre 4 000 et 5 000 Espagnols ont trouvé la mort dans l’opération, l'amiral Lope de Hoces n'a pu se sauver qu'en nageant jusqu'au rivage, alors que Sourdis n’a perdu qu’une quarantaine d’hommes.

## Une première victoire française prometteuse mais non décisive
C’est la première victoire navale française de la guerre. Sourdis envoie au roi le pavillon de l’unique navire espagnol rescapé et attribue généreusement le mérite de la victoire à son adjoint, le commandeur Des Gouttes. Richelieu, qui depuis 1624 a déployé des efforts gigantesques pour convaincre Louis XIII de donner à la France une marine de guerre, laisse éclater sa joie et remercie chaleureusement l’archevêque-amiral et ses officiers : « Je ne saurais vous témoigner la joie de la victoire que vous avez remporté sur les ennemis. C’est un effet de votre cœur, de votre activité et de votre bonne conduite… Il est certain que contre les Espagnols il faut hardiesse à entreprendre. »
La victoire donne à Sourdis la maîtrise des eaux de cette région. Pourtant, en dépit de l’enthousiasme de Richelieu, elle n’est pas décisive, l’Espagne disposant, avec l'or des Amériques, de ressources considérables pour poursuivre la guerre sur terre comme sur mer, avec d’ailleurs une flotte qui reste bien plus importante que celle dont disposent Louis XIII et Richelieu. La victoire navale ne trouve pas son prolongement terrestre, puisque le siège de Fontarabie mené non loin de là tourne au fiasco pour l’armée française qui se débande. Condé doit lever le siège le 8 septembre, soit moins de trois semaines après la victoire navale, à la consternation de Louis XIII et de Richelieu…
Getaria est l'un des rares combats navals du siècle à être une bataille de destruction ; et ce grâce à l'usage que Sourdis fit de ses brûlots. Duquesne retint la leçon et il imitera son maître à Palerme en 1676. La principale conséquence de la victoire française, sur le long terme, fut de commencer à ébranler la domination espagnole aussi bien au Portugal qu'en Catalogne. Les soulèvements de 1640, après d’autres victoires navales françaises, y puisèrent une partie de leur force et la guerre franco-espagnole durera jusqu’en 1659.

## Liste partielle des navires engagés
| - La Couronne (72 canons), 500 hommes, vice-amiral, Claude de Launay-Razilly - Navire du Roi (52), 300 h., chef d'escadre Commandeur des Gouttes - Vaisseau de la Reine (38), 245 h., capitaine Danerac - La Vierge (34), 245 h., Jacques Leroy du Mé d'Aplemont - Le Cardinal (30), 245 h., capitaine de Coypeauville. - Le Triomphe (30), 205 h., capitaine Guillaume de Caen - La Victoire (30), 205 h., capitaine Contenaut - Saint-Louis de Hollande (24), 205 h., capitaine Treillebois - Trois-Rois (30), 205 h., capitaine Baptiste - La Fortune (30), 205 h., capitaine de Casenac - L'Europe (34), 205 h., Chevalier Jules de Montigny - Le Triton (30), 155 h., capitaine Villemoulin - Le Faucon (30), 155 h., capitaine Dumenillet - Le Cygne (30), 205 h., capitaine Chevalier de Cangé - Le Cocq (30), 205 h., capitaine César de Chastellux - La Licorne (30), 205 h., capitaine de La Chesnaye - Le Corail (30), 205 h., capitaine de Porte-Noire - L'Emerillon, 125 h?, capitaine de Marsay - Le Saint-Charles (28), 155. 400 t. Saint-Etienne - Le Dauphin du Havre (28), 155 h., Boisjoly - La Perle (24), 125 h., capitaine La Roullerie - La Renommée (24), 125 h., capitaine Charles Daniel - L'Intendant (24), 125 h., capitaine de Conflans - Le Saint-Jean (24), 125 h., Abraham Duquesne - La Magdelaine de Brest (24) 125 h., Louis Havart, sieur de Sénantes - 7 ou 8 brûlots - Turc, 100 h., capitaine Jean Guiton - Saint-Francois (16) 100 h., capitaine Regnier - Marguerite (14), 100 h., capitaine La Treille - Hermine (14), 100 h., capitaine de Lignieres - Neptune (16) 100 h., Chevalier Paul - Esperance-en–Dieu (24) 100h., Chevalier Garnier - Petit-Saint-Jean (16) 100. capitaine Razet / De Broq - Fregate du Havre, 66 h., capitaine Clerisse - Royale (8), 82 h., capitaine Savigny - Cardinale (8), 92 h., capitaine Baronnie - Lion - Nassau - Licorne - Grande Fregate de Brest (8), 92 h. - Flibot de Brest |  | - 14 galions ou vaisseaux, dont : - Capitana, général Don Lope de Hoces y Corbova (v.1659-1639) - Santiago, général Nicolas Judice/Judici Fiesco - Neptuno, - Samta Teresa, - Carmen, - San Juan, - Nuestra Senora de la Anunciacion, - Nuestra Señora del Caro, - 4 frégates (17 navires brulés sur 18, 1 échoué) |

## Galerie

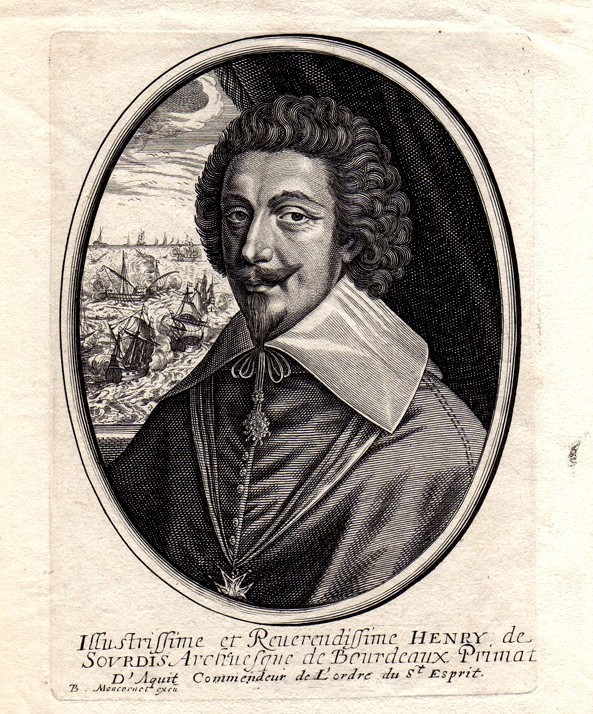
Sourdis dispose de 21 vaisseaux et 7 ou 8 brûlots pour attaquer l’escadre de Lope de Hoces arrivée à Getaria.
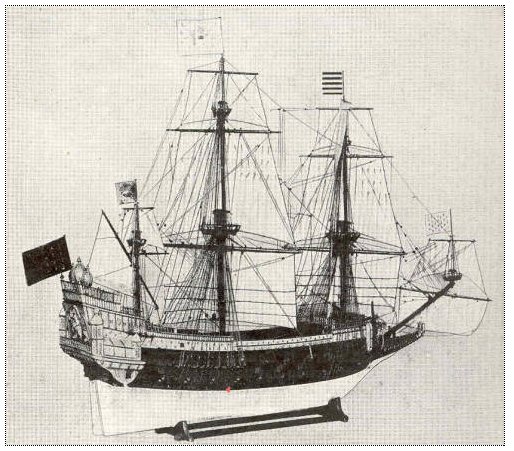
La Couronne, principal vaisseau de la flotte de Louis XIII, fait partie de l’escadre dont dispose Sourdis sur la côte basque.
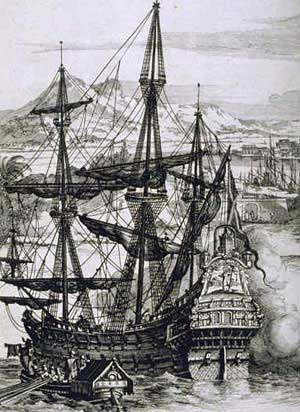
Un galion espagnol. Lope de Hoces embosse ses 18 navires au fond de la baie de Getaria qu'il pense à l'abri de l'escadre française.
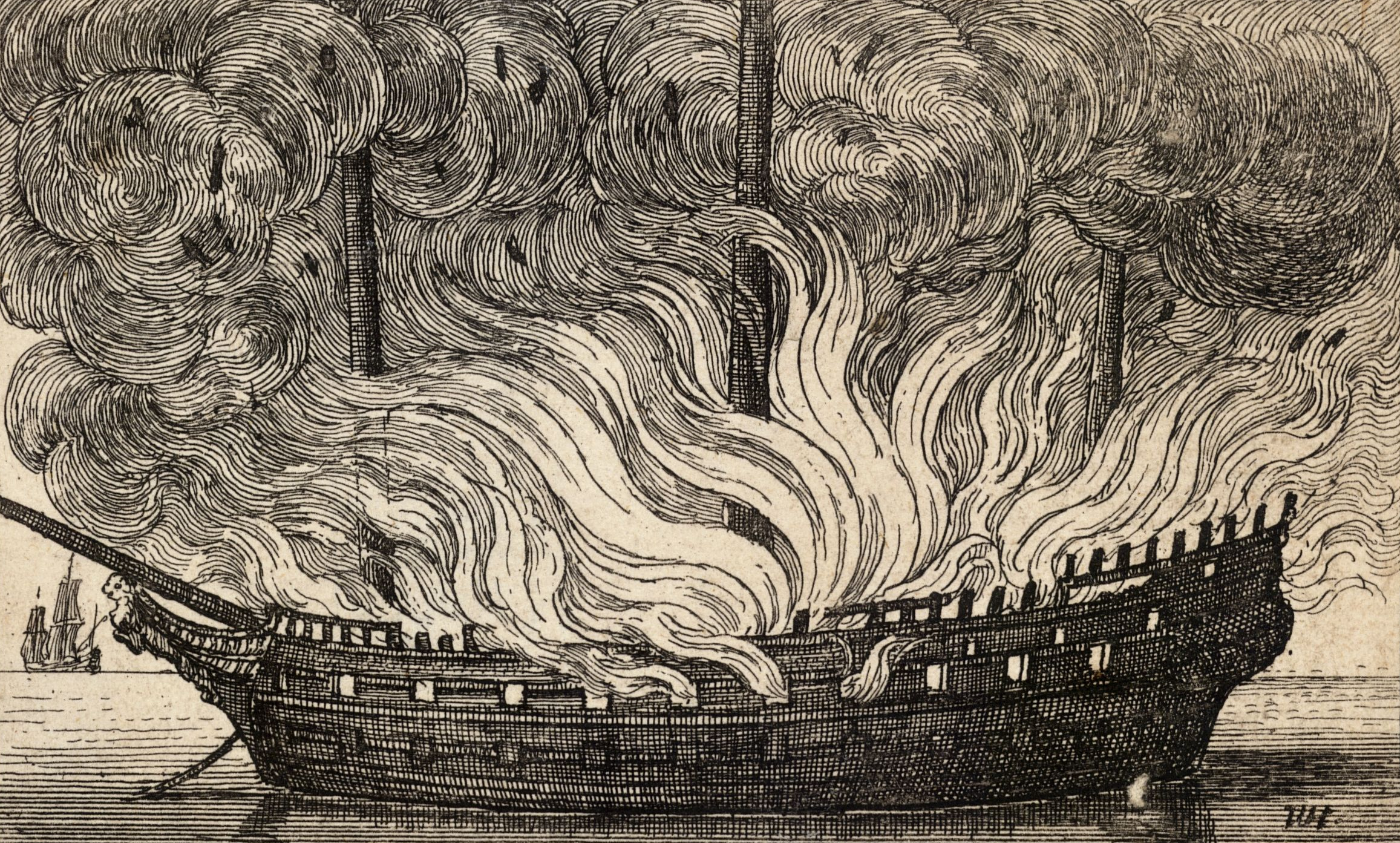
Navire en feu. Les brûlots lancés par Sourdis provoquent l'incendie de 17 vaisseaux espagnols et la mort de 4 à 5 000 marins.
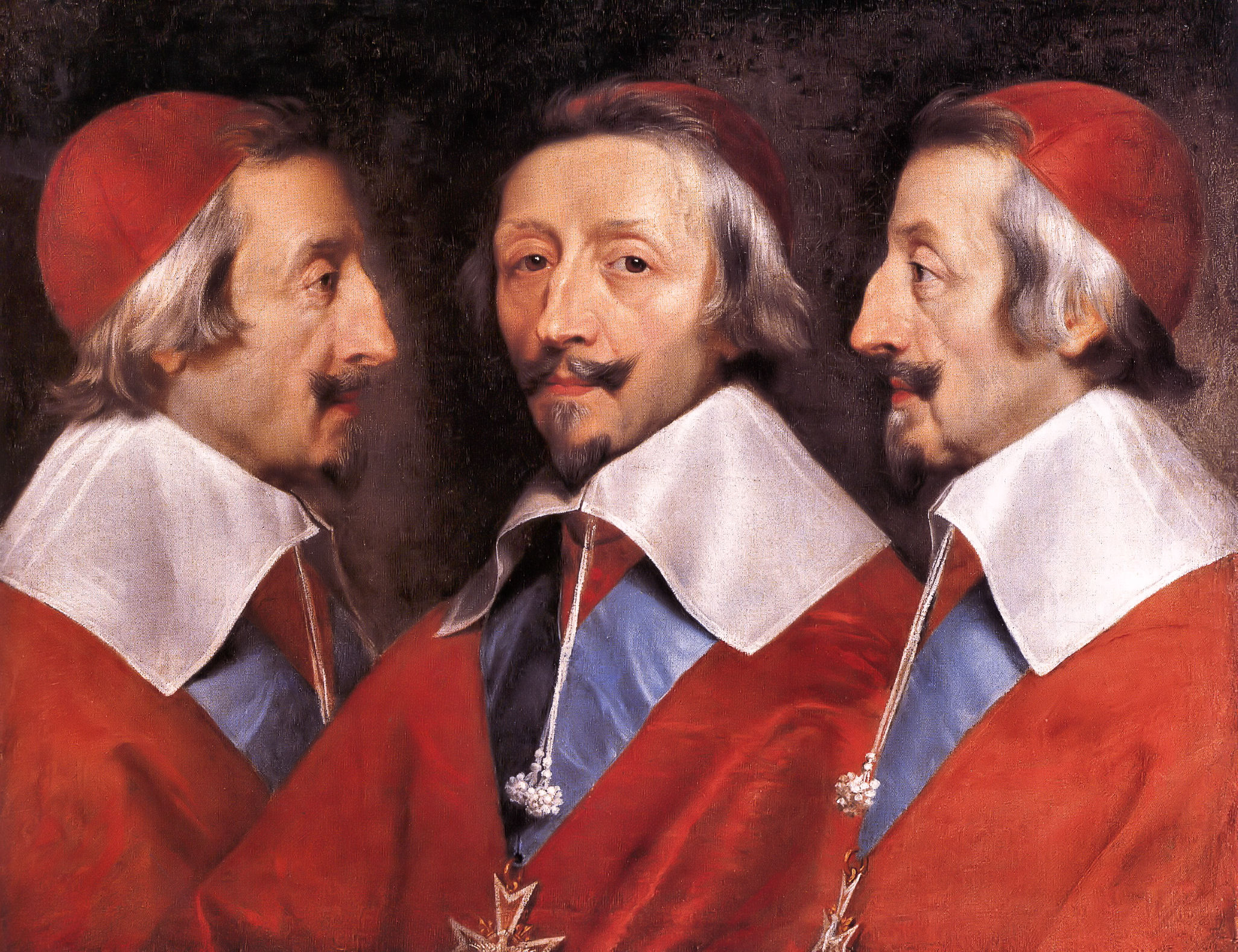
Richelieu, qui a déployé de gros efforts pour créer une marine de guerre, accueille la nouvelle de la victoire avec beaucoup de joie.
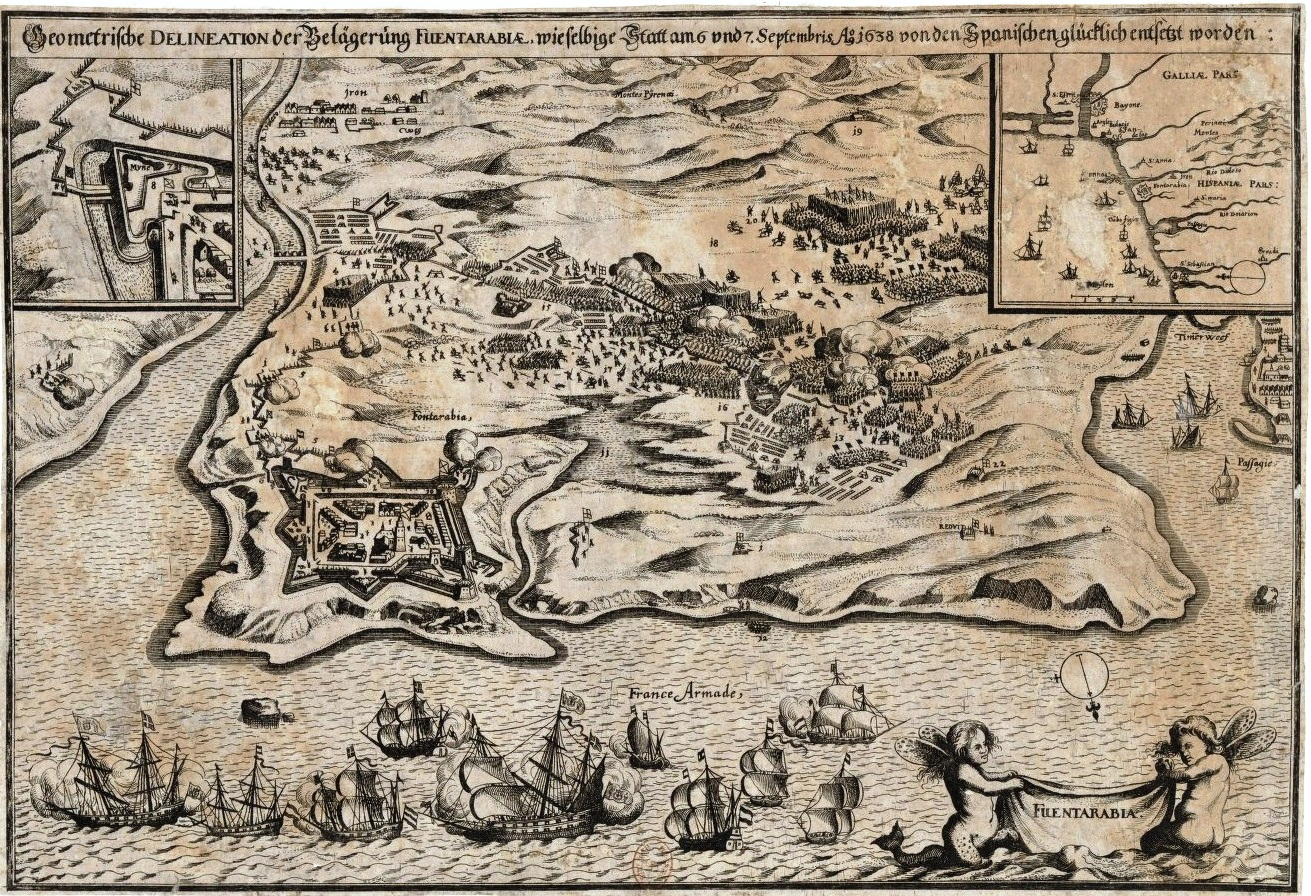
La bataille ébranle la puissance espagnole mais n’est pas décisive car les Français sont tenus en échec non loin de là à Fontarabie.

### Sources et bibliographie
- Daniel Dessert, La Royale, éditions Fayard, 1996.
- Michel Vergé-Franceschi (dir.), Dictionnaire d'histoire maritime, Paris, éditions Robert Laffont, coll. « Bouquins », 2002, 1508 p. (ISBN 978-2-221-09744-1)
- Guy Le Moing, Les 600 plus grandes batailles navales de l'Histoire, Marines Editions, 2011
- Étienne Taillemite, Dictionnaire des marins français, éditions Tallandier, 2002
- Rémi Monaque, Une histoire de la marine de guerre française, Paris, éditions Perrin, 2016, 526 p. (ISBN 978-2-262-03715-4)